# Eustegia plicata
Eustegia plicata là một loài thực vật có hoa trong họ La bố ma. Loài này được Hans Schinz mô tả khoa học đầu tiên năm 1894.
Loài này phân bố ở tây nam tỉnh Cape, Nam Phi.